# Ibrahim
Pour les articles homonymes, voir Ibrahim (homonymie).
Ibrahim (arabe : إِبْرَاهِيم) est un personnage du Coran. Dans l'islam, il correspond au personnage d'Abraham de la Genèse. Il porte le surnom de Hanif, et est communément appelé Khalil Oullah (خليل الله l'ami intime de Dieu) et Sayyidouna Ibrahim (سيّدنا إبراهيم notre père/maître Ibrahim),. Ibrahim est l'un des prophètes de l'islam, et il joue un rôle essentiel dans la foi musulmane, l'islam se percevant comme la continuité de la foi d'Ibrahim. Celui-ci est généralement présenté aux musulmans comme le modèle du croyant, par sa soumission à Allah, et est commémorée annuellement par l'Aïd al-Adha. Les musulmans lui doivent aussi l'institution de la circoncision et la construction du Temple de la Ka'ba.

## Dans le Coran
Ibrahîm est cité à de nombreuses reprises dans le Coran. Il apparaît dans 25 sourates, notamment dans la sourate 14 qui porte son nom. Dans la sourate 4, il est surnommé Khalil Allah (l'ami intime de Dieu), ce qui évoque une appellation présente dans les écrits intertestamentaires et talmudiques. Dans le Coran, il est le fils d'Azâr (même si la généalogie biblique est connue des commentateurs post-coraniques), un "idolâtre fervent"[pas clair]. Un certain nombre de récits coraniques liés à Abraham proviennent de tradition intertestamentaires ou aggadique. Selon le Coran, il a reçu une révélation divine sous la forme des feuillets d'Ibrahim.
Dans le Coran, la figure d'Ibrahîm est relativement différente de l'Abraham biblique. En effet, dans la Bible, Abraham est un patriarche et non un prophète au sens que donneront les textes plus tardifs à ce terme. L'islam a, à l'inverse, inclus Ibrahîm dans sa doctrine sur la prophétologie. Pour les musulmans, Ibrahîm ferait partie de ces hommes envoyés par Dieu pour restaurer un monothéisme originel.
Ibrahîm occupe tout particulièrement un rôle de modèle pour les croyants. Présenté comme un exemple de la foi originelle, il permettait à Mahomet de se rattacher au monothéisme sans se dire juif ou chrétien et d'acquérir une légitimité biblique. Cette mise en place d'une figure d'un prophète modèle permet, en creux, de disqualifier les deux autres monothéismes, les accusant d'avoir dévié de la foi originelle.
« Abraham apparaît comme une retroprojection de Mahomet lui-même ». La figure d'Ibrahîm dans le Coran, sa présence à la Mecque, la participation à certains rites, évoquent celle de Mahomet. Pourtant, même si la descendance d'Ibrahîm est citée dans le Coran, elle est absente de la figure coranique l'idée d’élection par l'Alliance bien présente dans la Bible. Cette descendance a une importance particulière dans le chiisme. Dans le sunnisme, elle est évoquée dans les « prières abrahamiques » faisant un lien entre les familles d'Abraham et de Mahomet.
Le récit coranique est à l'intersection de plusieurs sources. L'influence biblique est plutôt indirecte et se retrouve par l'influence de textes midrashiques ou intertestamentaires. De même, les traditions anciennes font référence aux textes pseudépigraphiques : Testament d'Abraham, Apocalypse d'Abraham, Livre des Jubilés.

## Dans la tradition islamique
Si Ibrahîm est présenté comme un modèle dans le Coran, il convient tout de même de séparer sa figure coranique des traditions ajoutées postérieurement par les « récits des prophètes », sorte de midrashim musulmans. Les plus célèbres sont ceux de Tha'labi (XIe siècle) et d'Ibn Kathir (XIVe siècle).
Ainsi, le Coran présente Ibrahîm pensant trouver Dieu dans la lune et le soleil avant de s'en détourner. En raison de la doctrine de l'impeccabilité des prophètes, les commentateurs sunnites « hésite(nt) à croire qu'Abraham ait pu être astrolâtre, ne serait-ce qu'un bref instant ». Cette méditation devant les astres trouve des parallèles dans le Livres des Jubilés, chez Philon d'Alexandrie. Ce passage est compris par les mystiques comme une évolution de la foi d'Ibrahîm, d'une foi intellectuelle à l'illumination mystique.
L'islam a donné une grande importance à Ibrahîm, tant dans ses textes et ses traditions que dans ses rites. Ainsi, Abraham est évoqué aussi bien dans la prière rituelle que dans le pèlerinage à La Mecque. Cette prépondérance est accentuée par le récit traditionnel (plus que coranique) de l'ascension au ciel de Mahomet. Ce récit pourrait symboliser le fait que Mahomet « rejoue » la vie d'Ibrahîm et la dépasse.